# マリク・ファティ
マリク・ファティ（Malik Fathi、1983年10月29日 - ）は、ドイツ・ベルリン郊外ウェディング出身の元サッカー選手。現役時代のポジションはDF。トルコ系ドイツ人。

## 来歴
ベルリン郊外にあるヘルタ・ツェーレンドルフの下部組織で育ち、当時はテニスと並行してプレーしていた。また、バスケットボールの実力も高い。2001年から2008年までヘルタ・ベルリンでプレー。2008年3月12日、FCスパルタク・モスクワへ移籍したものの、稼働率が悪かった事から、2010年にFSVマインツへレンタルされた。マインツでは主にレギュラーとして活躍した。2011年、マインツへ完全移籍をした。2015年、スペインのCDアトレティコ・バレアレスへ移籍した。
2006年8月16日のスウェーデン戦で代表初キャップを飾る。

## 所属クラブ
- ヘルタ・ベルリン 2001-2008
- FCスパルタク・モスクワ 2008-2011

→ 1.FSVマインツ05 （loan）2010-2011
- 1.FSVマインツ05 2011-2014

→ カイセリスポル （loan）2012
→ TSV1860ミュンヘン （loan）2013
- CDアトレティコ・バレアレス 2015-2018